# أغنيس مول ماتشار
أغنيس مول ماتشار (بالإنجليزية: Agnes Maule Machar)‏‏ (1837 في كينغستون - 24 يناير 1927 ) مؤرخة، وروائية، وكاتِبة، وشاعرة من كندا.